# 太空遊俠
《太空遊俠》（Space Travellers）是2000年的日本電影。

## 概要
以曾導過賣座電影《大搜查線》的導演本廣克行為中心、而由富士電視台大搜查線的工作人員全體所製作的電影。本作改編自劇團ジョビジョバ所主演的舞台劇「ジョビジョバ大ピンチ」。原作內容是「兩個強盜闖入鄉下的小銀行。由於意想不到的意外讓他們隨著時間而與人質們產生內心的交流」、電影也以這個橋段為主來發展故事。另外本作中也充滿本廣所擅長的戲仿手法、不但引用了其他電影的內容、最後也重現了電影《虎豹小霸王》的最後場景。
由於有著共犯之一是卡通迷而對叫作《太空遊俠》的卡通充滿興趣的設定。所以電影中會不斷出現動畫場景。之後劇中所播出的卡通，也在最後被集結成一部作品而向外發售。
由於片尾曲使用皇后合唱團《Now I'm Here》、與《大搜查線》有關連性、加上濱田雅功的特別演出、讓本作充滿話題性而因此大賣了11.3億圓的票房收入。

### 與《大搜查線》的關連性
電影本身受《大搜查線》的影響很深，並且因為是有意地與大搜查線作連結、所以吸引了不少《大搜查線》的粉絲來觀看。
- 銀行強盜事件發生時、扮演最初注意到的警官是在《大搜查線 THE MOVIE》扮演犯人的正名僕藏和北山雅康。
- SAT隊長角色同樣是高杉亘
- 警視廳幹部角色是中山仁（大搜查線中是刑事局局長）與小木茂光（大搜查線中是一倉搜査一課課長）
- 人質角色有筧利夫、甲本雅裕
- 有大量的警車與直升機出來包圍現場。
- 演出原作的ジョビジョバ則在本作中扮演事件發生時、宣布要解散的人氣團體「J.SIX.BABYS」。

## 故事大綱
正要準備關門休息的宇宙銀行、突然被三名強盜襲擊。這三名叫作西山・藤本・高村的強盜是在孤兒院一起長大的好朋友、而他們搶劫的目的正是為了要到南邊的小島建立一座「樂園」。不過正當他們要搶走金庫中的錢財時、由於警衛庄田的關係讓警衛本人和分店長常田被關在金庫內、使整個計畫因此失敗。還因為抓到想要逃走的職員清水、並且對其他想逃的人質開槍威脅，導致兩名正在巡邏的警察注意到有搶案、而讓他們的事情因此曝光。結果整間銀行遭到警方的包圍、於是三名強盜只好將裡面的客人當作人質來與警方進行對峙。
這些人質中有企圖逃走的職員清水、想要知道自己所忘掉的帳戶密碼的電器工人倉澤、快要離婚而要解約來分割財產的深浦夫妻、將要結婚離職的職員相田、以及要來兌換錢而抱著熊娃娃的謎之男・坂卷等人。在這之中、因為作為未婚夫及同事的野野村的手機、讓相田知道自己是被他所玩弄的道具後、於是搶走高村拿的自動步槍亂射並且讓藤本為了阻止他而讓一顆子彈打到外面的警務車引發爆炸、而造成週遭的騷動。而且最後也發現坂卷其實是被通緝的恐怖份子，使得所有事情都朝向最糟的方向發展
但是在坂卷的建議下、反而要他們創造出一個最兇惡的犯罪集團並且讓大家都扮演集團中的一名成員來使事情更加惡化，以求順利渡過危機、雖然一開始大家都感到困惑、但都逐漸接受並且開始進行以藤本自己最愛的卡通「太空遊俠」為名的計畫，也因此使強盗團與人質們之間發展出了一段奇妙的友情……。

## 登場角色
| 演員                  | 角色                         |
| 金城武                | 西山保（快手傑達）           |
| 池內博之              | 高村功（飛龍阿達克）         |
| 安藤政信              | 藤本誠（黑色凱特）           |
| 深津繪里              | 相田綠（艾琳貝爾）           |
| 渡邊謙                | 坂卷隼人（粉碎機孟馬）       |
| 甲本雅裕              | 清水孝宏（卡爾亨德立克斯）   |
| 武野功雄              | 倉澤慎太郎（導電體桑尼）     |
| 筧利夫                | 深浦功一（浩一）             |
| 鈴木砂羽              | 深浦公子（黃金蝴蝶）         |
| 大杉漣                | 常田宣一（宇宙銀行分店經理） |
| 濱田雅功（DOWN TOWN） | 野野村清（宇宙銀行職員）     |
| 高杉亘                | SAT隊長                      |
| 小木茂光              | SIT隊長                      |
| 中山仁                | 須藤正義（警視廳警視正）     |
| 野仲イサオ            | 荒井刑警（發言人）           |
| 伊藤洋三郎            | 西川刑警（須藤的手下）       |
| 高田聖子              | 樂團經紀人                   |
| ガッツ石松            | 庄田義政（前刑警的警衛）     |
| 北山雅康              | 轄區警官（江東署）           |
| 正名僕藏              | 轄區警官（江東署）           |
| 星野亞希              | 海野由加里（宇宙銀行職員）   |

## 工作人員
- 製作：富士電視台、ROBOT、東映
- 導演：本廣克行（ROBOT）
- 劇本：岡田惠和
- 原作：兒島雄一
- 音樂：松本晃彦
- 主題曲：皇后合唱團《Now I'm Here》

## 關連項目
- 斯德哥爾摩症候群